# 王庭筠
王 庭筠（おう ていいん、1156年 - 1202年）は、中国金代の文人。字は子端、号は黄華山主。遼陽府蓋州熊岳県の出身。漢民族ではなく、渤海人といわれている。父は翰林直学士の王遵古、母は太師・尚書令で南陽郡王だった張浩の娘。詩文書画を能くし、その才能を愛した金の章宗によって翰林修撰に取り立てられ、宮中の書画の品評にもあたった。詩人元好問とともに、金代文化の頂点と評される。

## 人物
大定16年（1176年）、進士に及第した。恩州軍事判官から昇進を重ねて翰林修撰に至った。詩文は、想像力豊かな七言の長編を得意としている。書法は米芾に学び、行書・草書に勝れ、しばしば趙渢・趙秉文と並び称せられ、あるいは金代第一とも評される。画は、山水・墨竹を得意とした。文集40巻などの著書があり、行草書の自跋をともなう「幽竹枯槎図巻」（藤井有鄰館所蔵）は書画一致を標榜する文人画のなかで現存する最初期に属する作品の一つである。

## 著書・作品

### 著書
- 『藂辨』
- 『雪渓堂帖』

### 書画作品
- 「幽竹枯槎図巻」
- 搨本「重修蜀先生廟碑」

## 家系
韓国の研究によれば、王庭筠の先祖の王烈は、後漢末に曹操の招聘に応じず、戦乱を避けて遼東に暮らし、その後、遼東が乱れると、その一族は東夷と称される地域に散らばったという。王烈の17世の孫の王文林は、高句麗で西部将を務めた軍人であったという。王文林の八世の孫にあたる王楽徳は、渤海国にあったが、遼の太祖耶律阿保機が渤海国を征服すると、息子とともに東丹王を奉じて遼陽に移住した人物であるという。王楽徳の曾孫の王継遠は、東丹王に仕えて翰林学士となった。その王継遠の末裔が王庭筠だといわれている。